# ハイスクールミステリー学園七不思議
『ハイスクールミステリー学園七不思議』（ハイスクールミステリーがくえんななふしぎ）は、つのだじろう原作『学園七不思議』をアニメ化した作品。

## 概要
学校、日常にまつわる心霊現象を扱ったホラーアニメ。全41話。1991年4月12日から1992年3月13日までフジテレビで放送された。
第1話から第21話までは1話完結のストーリーだが、第22話「罠」、第23話「疑心」、第24話「信頼の絆」は3話構成となっており、ある存在の仕掛けた罠により主人公の一条みずきが親友たちから孤立して危険にさらされる。
また、第25話よりオープニングアニメーションが変更され、同時に男性ナレーションが入るようになった。
原作にはないオリジナルのストーリーもあり、放送終了後すぐに再放送も行われた。原作はコミック、文庫で発売されており、2008年7月23日にスーパー・ビジョンからDVD-BOXを発売し、9年経った2017年9月27日にはフロンティアワークスから、新たにサントラ CDを封入したBD-BOXを発売した。
2017年には、ニコニコ生放送で8月2日から8月3日にかけて、全話が一挙放送された。
なお、つのだ作品がアニメになるのは、1974年まで放送された『空手バカ一代』（原作：梶原一騎）以来17年振り。

## ストーリー
黄泉（こうせん）学園に通う女子高生、一条みずきが学校で起こるさまざまな心霊・怪奇現象を経験していく。学校内の伝説や噂、事故、自殺、いじめ、恨み、悩み、恋愛など様々。自殺や事故が非常に多い学園で悲惨な結末で終わる話が多い。
なお、最終回ではラストシーンの展開を大きく変えている。

## 登場人物
一条 みずき（いちじょう みずき）
声 - 富沢美智恵
本作の主人公。黄泉学園に通う元気で明るい女子高生。
興味本位で心霊現象に関わろうとすることが多く、それが引き金となって大事件を起こしてしまい、よく南郷に咎められる。
非常に霊感が強く、幽霊に取り憑かれやすい体質の持ち主。
レンタルビデオ店でアルバイトをしている。
月影 明子（つきかげ めいこ）
声 - 本多知恵子
黄泉学園の3年生で一条みずきの先輩。お寺の娘で幼いころ霊能力に目覚める。
非常に冷静沈着で、周りから信頼されている。「月影先輩」と呼ばれている。バイクを乗りこなす。
南郷 涙子（なんごう るいこ）
声 - 川島千代子
霊に関する相談から退治までこなす霊能者。第2話から登場。
みずきや月影が困難に陥ったとき最も頼りになる人である。未婚でマンションで一人暮らししている。かつて婚約者がいたが強盗に殺害された。
婚約者の形見であるオープンカーを乗り回す。落ち着いた性格だが、霊魂の存在を否定したり軽視する者がいると激昂する。
石沢 まきえ（いしざわ まきえ）
声 - 青羽美代子
みずきの親友。学園内の噂に詳しく、情報通。
まきえの持ち出した情報からみずきがトラブルに巻き込まれることが多い。
後藤 のりこ（ごとう のりこ）
声 - 金丸日向子
みずきの親友。ギャル口調でお茶目な女子高生。
河合 ゆかり（かわい ゆかり）
声 - 三石琴乃
みずきの親友。メガネっ娘。一番の怖がり。食べ物の話題がすき。

## スタッフ
- 原作 - つのだじろう（月刊サスペリア掲載作品）
- 監督 - 三沢伸
- アニメーションキャラクター・総作画監督 - 金沢比呂司
- 美術監督 - 金村勝義
- 撮影監督 - 森下成一
- 音楽 - りゅうてつし（エンディングテーマ：見岳章）
- 音響監督 - 三間雅文
- プロデューサー - 茂垣弘道、和田実
- 制作 - フジテレビ、スタジオコメット

## 各話リスト
| 話 | 放送日         | サブタイトル     | 脚本     | 絵コンテ | 演出     | 作画監督          | メイン登場人物・キャラクター                |
| -- | -------------- | ---------------- | -------- | -------- | -------- | ----------------- | ------------------------------------------- |
| 1  | 1991年 4月12日 | 黒板に何かが!?   | 山田隆司 | 三沢伸   | 三沢伸   | 金沢比呂司        | 増尾美鈴、桐生あゆみ                        |
| 2  | 4月19日        | 13非常階段       | 山田隆司 | 藤川茂   | 藤川茂   | 金沢比呂司        | 一条みずき、月影明子 南郷涙子               |
| 3  | 4月26日        | 理科実験室       | 富田祐弘 | 秦泉寺博 | 秦泉寺博 | 金沢比呂司        | 日暮京子、警備員                            |
| 4  | 5月10日        | 生きている机!?   | 山田隆司 | 石踊宏   | 石踊宏   | 金沢比呂司        | 東尾街子、橋本美架子 片山勝、古田先生       |
| 5  | 5月17日        | 青色のピアノ     | 岸間信明 | 山崎友正 | 山崎友正 | 金沢比呂司        | 千草綾子                                    |
| 6  | 5月24日        | 花ことばの怪     | 関島眞頼 | 藤川茂   | 藤川茂   | 金沢比呂司        | 好子、浩子                                  |
| 7  | 5月31日        | 屋上の影         | 岸間信明 | 秦泉寺博 | 秦泉寺博 | 金沢比呂司        | 山岡みどり、土田たかこ                      |
| 8  | 6月7日         | 10番の靴箱       | 富田祐弘 | 石踊宏   | 石踊宏   | 金沢比呂司        | 尾島礼子、片田信吾                          |
| 9  | 6月14日        | 昼休みの猫       | 山田隆司 | 葛谷直行 | 葛谷直行 | 金沢比呂司        | 暁子                                        |
| 10 | 6月21日        | 樹海―青木ヶ原    | 関島眞頼 | 藤川茂   | 藤川茂   | 金沢比呂司        | 山岡孝美                                    |
| 11 | 6月28日        | 背番号4          | 富田祐弘 | 三沢伸   | 山崎友正 | 金沢比呂司        | 石田絵美、和田あきよ 大泉綾子               |
| 12 | 7月5日         | 地底からの声     | 岸間信明 | 秦泉寺博 | 秦泉寺博 | 金沢比呂司        | 小池由貴、担任（鶴次郎）                    |
| 13 | 7月12日        | 人喰い岩         | 山田隆司 | 石踊宏   | 石踊宏   | 金沢比呂司        | 河合ゆかり                                  |
| 14 | 7月19日        | 海に鳴る鈴       | 岸間信明 | 牧野滋人 | 牧野滋人 | 金沢比呂司        | 五郎、みなこ                                |
| 15 | 7月26日        | 恋占い           | 富田祐弘 | 葛谷直行 | 藤川茂   | 一川孝久          | 笹原清美、吉野健一                          |
| 16 | 8月2日         | 通用門           | 山田隆司 | 秦泉寺博 | 山崎友正 | 金沢比呂司        | 一条みずき、月影明子 南郷涙子               |
| 17 | 8月9日         | 君の名は…        | 岸間信明 | 石踊宏   | 石踊宏   | 金沢比呂司        | 長沼しのぶ、杉村完二                        |
| 18 | 8月16日        | 校内放送         | 富田祐弘 | 岩本保雄 | 棚澤隆   | 一川孝久          | 川崎先生、加賀美葉子                        |
| 19 | 8月23日        | 猫足の墓         | 山田隆司 | 葛谷直行 | 葛谷直行 | 金沢比呂司        | 墓地管理人、中島淳子                        |
| 20 | 8月30日        | 倦怠（けんたい） | 富田祐弘 | 藤川茂   | 藤川茂   | 金沢比呂司        | 小野ゆう子                                  |
| 21 | 9月6日         | 鏡の中           | 岸間信明 | 山崎友正 | 山崎友正 | 金沢比呂司        | 藤田ひろみ、ユキ                            |
| 22 | 9月13日        | 罠               | 山田隆司 | 石踊宏   | 石踊宏   | 一川孝久          | 緑川弥生                                    |
| 23 | 9月27日        | 疑心             | 岸間信明 | 篠幸裕   | 棚澤隆   | 金沢比呂司        | 緑川弥生                                    |
| 24 | 10月4日        | 信頼の絆         | 富田祐弘 | 太田博光 | 藤川茂   | 一川孝久          | 緑川弥生、みずきの姉                        |
| 25 | 10月11日       | トンネル         | 岸間信明 | 太田博光 | 山崎友正 | 金沢比呂司        | 男、老婆                                    |
| 26 | 10月18日       | メッセージ       | 富田祐弘 | 葛谷直行 | 葛谷直行 | 一川孝久          | 後藤のりこ、のりこの母 茂手木直子、茂手木淳 |
| 27 | 10月25日       | 保健室           | 岸間信明 | 石踊宏   | 石踊宏   | 金沢比呂司        | 新沼里子、金子ちさえ 金子静                 |
| 28 | 11月1日        | ビデオテープ     | 山田隆司 | 藤川茂   | 石踊宏   | 一川孝久          | 中川吾郎、店長 美少女                       |
| 29 | 12月6日        | 霊媒体質         | 富田祐弘 | 秦泉寺博 | 山崎友正 | 金沢比呂司        | 栗原先生、富岡映子 魔界の悪霊               |
| 30 | 12月13日       | 書道室           | 岸間信明 | 太田博光 | 葛谷直行 | 一川孝久          | 夏岡緑、宮尾先生                            |
| 31 | 12月20日       | 生き人形         | 山田隆司 | 石踊宏   | 石踊宏   | 金沢比呂司        | 西岡ありさ、一ノ瀬なおと                    |
| 32 | 1992年 1月10日 | 殺意             | 岸間信明 | 太田博光 | 藤川茂   | 金沢比呂司        | 藤沢のぞみ、石田美代子 畑中まり子           |
| 33 | 1月17日        | 真冬のプール     | 山田隆司 | 石踊宏   | 石踊宏   | 一川孝久          | 吉川美奈代、白幡文子                        |
| 34 | 1月24日        | 心霊写真         | 富田祐弘 | 葛谷直行 | 葛谷直行 | 金沢比呂司        | 宮沢貴子、老婆                              |
| 35 | 1月31日        | 生き霊           | 富田祐弘 | 石踊宏   | 山崎友正 | 一川孝久 興村忠美 | 田島しのぶ、田島真一 上原健一               |
| 36 | 2月7日         | パソコン通信     | 山田隆司 | 三沢伸   | 藤川茂   | 金沢比呂司        | おたくの星、藤井                            |
| 37 | 2月14日        | 笑う少女         | 岸間信明 | 石踊宏   | 石踊宏   | 一川孝久 興村忠美 | 白い少女、月影の祖父 月影の両親、綿貫       |
| 38 | 2月21日        | 霧               | 岸間信明 | 石踊宏   | 山崎友正 | 金沢比呂司        | 氷川さちこ、さちこの祖父                    |
| 39 | 2月28日        | イヤリング       | 岸間信明 | 藤川茂   | 藤川茂   | 一川孝久 興村忠美 | クーコ、タロー 渡辺（マスター）、橘         |
| 40 | 3月6日         | 旅の宿           | 山田隆司 | 葛谷直行 | 葛谷直行 | 金沢比呂司        | 淳子、淳子の両親                            |
| 41 | 3月13日        | おいでおいで…    | 岸間信明 | 三沢伸   | 三沢伸   | 一川孝久          | 道祖神                                      |

## 放送局
※放送日時は1992年3月終了時点のものとする。
| 放送地域   | 放送局     | 放送日時           | 放送系列       | 備考   |
| ---------- | ---------- | ------------------ | -------------- | ------ |
| 関東広域圏 | フジテレビ | 金曜 16:00 - 16:30 | フジテレビ系列 | 制作局 |
| 山口県     | テレビ山口 | 木曜 17:00 - 17:30 | TBS系列        |        |

## 書籍
- 『学園七不思議』つのだじろう、秋田書店
- 『新・学園七不思議』大槻純・つのだじろう、秋田書店